# Рокитна (річка)
Рокитна — річка в Україні, у Білоцерківському й Рокитнянському районах Київської області. Ліва притока Росі (басейн Дніпра).

## Опис
Довжина річки 20 км, похил річки — 1,9 м/км. Площа басейну 116 км².

## Розташування
Бере початок на південному заході від села Вербова. Тече переважно на південний захід через Тарасівку і у Синяві впадає у річку Рось, праву притоку Дніпра.
Населені пункти вздовж берегової смуги: Савинці, Житні Гори, Рокитне.
Річку перетинає автошлях Т 1010